# Roberto Nani
Roberto Nani (* 14. Dezember 1988 in Sondalo) ist ein ehemaliger italienischer Skirennläufer. Er wohnt in Livigno und war auf die technischen Disziplinen Slalom und Riesenslalom spezialisiert. Nani ist Sportsoldat und gehört der Sportfördergruppe des italienischen Heeres CS Esercito an.

## Biografie
Roberto Nani nahm ab dem Winter 2003/2004 an Juniorenrennen teil und startete in der nächsten Saison erstmals bei FIS-Rennen. In den FIS-Rennen gelangen ihm zunächst nur selten vordere Platzierungen. Erst im Februar 2009 feierte er seinen ersten Sieg. In der Saison 2009/2010 kam Nani zu seinen ersten Europacupeinsätzen, zumeist startete er in diesem Winter aber noch bei FIS-Rennen. Seit der Saison 2010/11 ist er regelmäßig bei den Slalom- und Riesenslalomrennen im Europacup am Start. Er gewann in seinem dritten Saisonrennen als 25. erstmals Europacuppunkte, fuhr im Januar bereits zweimal unter die besten 15 und feierte am Saisonende mit dem Gewinn des Slaloms von Formigal am 16. März 2011 seinen ersten Sieg. Zehn Tage zuvor hatte Nani mit dem Slalom von Kranjska Gora sein erstes Weltcuprennen bestritten, bei dem er im ersten Durchgang ausschied.
In der Saison 2011/12 feierte Nani einen weiteren Europacupsieg im Slalom von Lenzerheide. Mit insgesamt sieben Top-10-Platzierungen kam er auch in den Slalom- und Riesenslalom-Disziplinenwertungen sowie im Gesamteuropacup unter die besten zehn. Neben dem Europacup kam Nani auch zu mehreren Weltcupeinsätzen. Seine ersten und in diesem Winter einzigen Weltcuppunkte gewann er am 8. Januar 2012 mit dem 21. Platz im Slalom von Adelboden. Am Saisonende wurde er Italienischer Meister im Slalom. 
In der Saison 2012/13 konnte Nani auch im Weltcup an die Spitze aufschließen. Er erreichte zunächst mit Platz 18 im Riesenslalom von Sölden sein erstes Top-20-Ergebnis und fuhr sechs Wochen später als Zehnter des Riesenslaloms von Val-d’Isère erstmals in die Top 10. Bei den Weltmeisterschaften 2013 in Schladming erreichte er im Riesentorlauf Rang 23. Auch in der Saison 2013/14 erzielte Nani konstant gute Platzierungen. Diese trugen dazu bei, dass sich Nani für die Olympischen Winterspiele 2014 in Sotschi qualifizierte. Im Riesentorlauf schied er jedoch im zweiten Durchgang aus. Am Ende war es trotzdem seine platzierungstechnisch beste Saison im Weltcup. Die Saison 2014/15 startete Nani mit Rang 9 im Riesentorlauf von Sölden. Nach weiteren Platzierungen im Spitzenfeld nahm er an den Weltmeisterschaften 2015 in Beaver Creek teil. Mit Rang 6 im Riesentorlauf reichte es aber nicht ganz für Edelmetall.
Beinahe einen Podiumsplatz erreichte Nani gleich zum Auftakt der Saison 2015/16. Der vierte Platz im Riesenslalom von Sölden am 25. Oktober 2015 war sein bestes Ergebnis im Weltcup. In der gleichen Saison folgten noch drei Platzierungen in den Top 10. In den folgenden Saisonen konnte Nani nicht mehr mit Topergebnissen im Weltcup auf sich aufmerksam machen. Obwohl er sich in der Europacup Saison 2019/20 mit Platz 2 in der Riesenslalomgesamtwertung einen Fixplatz für die folgende Weltcupsaison ergatterte, konnte er ergebnistechnisch nicht mehr aufzeigen. Nach mehreren Verletzungen gab er am 28. März 2022 nach 90 Weltcuprennen sein Karriereende bekannt.

## Erfolge

### Weltmeisterschaften
- Schladming 2013: 23. Riesenslalom
- Vail/Beaver Creek 2015: 6. Riesenslalom

### Weltcup
- 18 Platzierungen unter den besten zehn

### Weltcupwertungen
| Saison  | Gesamt | Gesamt | Riesenslalom | Riesenslalom | Slalom | Slalom |
| Saison  | Platz  | Punkte | Platz        | Punkte       | Platz  | Punkte |
| ------- | ------ | ------ | ------------ | ------------ | ------ | ------ |
| 2011/12 | 123.   | 10     | –            | –            | 46.    | 10     |
| 2012/13 | 61.    | 107    | 27.          | 58           | 30.    | 49     |
| 2013/14 | 37.    | 225    | 8.           | 225          | –      | –      |
| 2014/15 | 39.    | 214    | 10.          | 214          | –      | –      |
| 2015/16 | 53.    | 193    | 11.          | 193          | –      | –      |
| 2016/17 | 99.    | 43     | 33.          | 43           | –      | –      |
| 2017/18 | 76.    | 62     | 24.          | 62           | –      | –      |
| 2020/21 | 140.   | 8      | 50.          | 8            | –      | –      |

### Europacup
- Saison 2011/12: 6. Gesamtwertung, 4. Slalomwertung, 9. Riesenslalomwertung
- Saison 2019/20: 7. Gesamtwertung, 2. Riesenslalomwertung
- 8 Podestplätze, davon 3 Siege:

| Datum           | Ort           | Land        | Disziplin    |
| --------------- | ------------- | ----------- | ------------ |
| 16. März 2011   | Formigal      | Spanien     | Slalom       |
| 19. Januar 2012 | Lenzerheide   | Schweiz     | Slalom       |
| 8. Februar 2020 | Berchtesgaden | Deutschland | Riesenslalom |

### Weitere Erfolge
- 2 italienische Meistertitel (Slalom 2012, Riesenslalom 2014)
- 2 Podestplätze im Nor-Am Cup, davon 1 Sieg
- 2 Podestplätze im Far East Cup, davon 1 Sieg
- 12 Siege in FIS-Rennen